# Aloe sakarahensis
Aloe sakarahensis ist eine Pflanzenart der Gattung der Aloen in der Unterfamilie der Affodillgewächse (Asphodeloideae). Das Artepitheton sakarahensis verweist auf das Vorkommen der Art im Sakahara-Wald auf Madagaskar.

## Beschreibung

### Vegetative Merkmale
Aloe sakarahensis wächst stammlos und einzeln. Die zehn bis 15 ausgebreiteten, linealischen Laubblätter bilden eine Blattrosette. Die schokoladenbraune bis trüb grüne, undeutlich linierte Blattspreite ist 15 Zentimeter lang und 2 bis 2,5 Zentimeter breit. Die spitze Blattspitze ist häufig aufwärts gebogen. Die dreieckigen Zähne am Blattrand sind 5 bis 6 Millimeter lang und stehen 8 bis 12 Millimeter voneinander entfernt.

### Blütenstände und Blüten
Der einfache Blütenstand erreicht eine Länge von 11 bis 15 Zentimeter. Die sehr lockeren Trauben sind 2 bis 4 Zentimeter lang. Die Brakteen weisen eine Länge von 6 bis 8 Millimeter auf. Die leuchtend roten, leuchtend grün gespitzten Blüten werden zur Mündung blasser und stehen an 3 bis 5 Millimeter langen Blütenstielen. Die Blüten sind 15 bis 20 Millimeter lang und weisen einen Durchmesser von 3 Millimetern auf. Ihre Perigonblätter sind auf einer Länge von 2 bis 3 Millimetern nicht miteinander verwachsen. Die Staubblätter und der Griffel ragen nicht aus der Blüte heraus.

### Früchte
Die Früchte sind Beeren.

## Systematik und Verbreitung
Aloe sakarahensis ist auf Madagaskar verbreitet. Aloe sakarahensis subsp. sakarahensis wächst nur im Zombitsy-Wald bei Sakahara in einer Höhe von 550 Metern. Aloe sakarahensis subsp. pallida ist im Nordwesten von Sakahara bei Analavelona auf Kalkstein verbreitet. Diese Unterart ist nur vom Typusfundort bekannt.
Die Erstbeschreibung durch John Jacob Lavranos und Marc Teissier wurde 2004 veröffentlicht. Es werden folgende Unterarten unterschieden:
- Aloe sakarahensis subsp. sakarahensis
- Aloe sakarahensis subsp. pallida (Rauh & Mangelsdorff) Lavranos & M.Teissier

Aloe sakarahensis subsp. pallida

Aloe sakarahensis subsp. pallida unterscheidet sich von Aloe sakarahensis subsp. sakarahensis durch die leuchtend grünen Blätter, die im Jugendstadium bräunlich, sind und die blass roten oder gelben Blüten. Die Erstbeschreibung dieser Unterart als Aloe prostrata subsp. pallida durch Werner Rauh und Ralph Daniel Mangelsdorff wurde im Jahr 2000 veröffentlicht. John Jacob Lavranos und Marc Teissier stellten die Unterart 2004 zur Art Aloe sakarahensis.

## Nachweise